# Torneo de Auckland 2014
El Torneo ATP 250 de Auckland de 2014 (conocido por motivos comerciales como 2014 Heineken Open) es un evento de tenis masculino perteneciente al ATP World Tour. Se disputa en canchas duras, dentro de las instalaciones del ASB Tennis Centre en Auckland, Nueva Zelanda. Tiene lugar entre el 6 y el 12 de enero de 2014.

## Cabeza de serie

### Individuales
| Tenista               | Ranking | Preclasificado |
| David Ferrer          | 3       | 1              |
| Tommy Haas            | 12      | 2              |
| John Isner            | 14      | 3              |
| Tommy Robredo         | 18      | 4              |
| Kevin Anderson        | 20      | 5              |
| Philipp Kohlschreiber | 22      | 6              |
| Benoît Paire          | 26      | 7              |
| Gael Monfils          | 31      | 8              |

- Ranking al 23 de diciembre de 2013

### Dobles
| Tenista                        | Ranking | Preclasificado |
| Alexander Peya Bruno Soares    | 7       | 1              |
| Julian Knowle Marcelo Melo     | 40      | 2              |
| Santiago González Scott Lipsky | 64      | 3              |
| Johan Brunström Olivier Marach | 84      | 4              |

- Ranking al 23 de diciembre de 2013

## Campeones

### Individual masculino
John Isner venció a  Yen-Hsun Lu por 7-6(4), 7-6(7).

### Dobles masculino
Julian Knowle /  Marcelo Melo vencieron a  Alexander Peya /  Bruno Soares por 4-6, 6-3, [10-5].